# Sedlák Jakub
Sedlák Jakub je jediná opera českého skladatele Oskara Nedbala. Libreto k ní napsal český spisovatel a politik Ladislav Novák na námět hry Sedlák svým pánem Lope de Vegy. Tato komická opera o dvou dějstvích vznikla v letech 1919–20 a premiéru měla 13. října 1922 v brněnském Národním divadle.

## Vznik díla
Skladatel Oskar Nedbal již po úspěchu svého prvního baletu Pohádka o Honzovi – o kterém ostatně Antonín Dvořák prohlásil, že je to „opera pro hluchoněmé“ – hledal vhodné libreto pro komickou operu. (ČUD 199) Dlouho je nenacházel; nadchla ho však činohra Lope de Vegy Sedlák svým pánem, kterou Národní divadlo uvádělo v překladu Jaroslava Vrchlického od roku 1890. Nedbal o ní často mluvil a jeho přítel, dr. Ferdinand Pečírka, bez skladatelova vědomí objednal u Vrchlického přepracování hry na libreto a daroval je Nedbalovi k svátku. Skladatelovo nadšení brzy opadlo: vedle jiných nedostatků bylo Vrchlického libreto příliš rozvláčné a opera podle něj by trvala asi šest hodin. Nedbal je odložil a později ve Vídni ztratil.
V době vídeňského pobytu (1906–1919) se Nedbal obrátil k operetě, což mu přineslo výtky české hudební veřejnosti. I proto se po návratu do Čech roku 1919 snažil uvést znovu jako seriózní skladatel v operním žánru. Lope de Vegovu veselohru pro něj narychlo upravil jeho blízký přítel Ladislav Novák, který byl již autorem námětu ke třem Nedbalovým baletům. Nedbal na opeře pracoval rychle, ale soustředěně (podle L. Nováka „se zjevnou radostí i překvapující vážností“). Protože byl vytížen jako výkonný umělec, pracoval především o prázdninách. Klavírní skicu dokončil v létě 1920 na svém letním sídle v Chlumu u Třeboně a instrumentaci definitivně o dvě léta později v Kamenné Lhotě u Borotína. Ještě s klavírní skicou seznámil nemocného šéfa opery Národního divadla Karla Kovařovice, který mu ji přislíbil provést. Když ale Kovařovic roku 1920 zemřel a na jeho místo nastoupil Nedbalovi nepříznivě naladěný Otakar Ostrčil, neodvážil se mu Nedbal Sedláka Jakuba ani nabídnout. Využil proto nabídky ředitele Národního divadla v Brně Václava Štecha a zadal premiéru své opery tam.

## Inscenační historie a charakteristika opery
Brněnské divadlo vypravilo operu s mimořádnou péčí, s novou výpravou a v podání svých nejlepších interpretů. Premiéra (13. října 1922) měla ráz slavnostní události za přítomnosti skladatele i libretisty, toho času ministra průmyslu a obchodu, a skončila okázalým úspěchem. Ihned poté se však ukázalo, že nezaujala obecenstvo – reprízy měly malou návštěvu – a v tisku sklidila většinou nepříznivou kritiku. Po pouhých čtyřech představeních byla stažena.
Neúspěch bylo možné připsat částečně na vrub libretisty. Již Novákova baletní libreta pro Nedbala se vyznačovala slabou dramaturgií a slovní rozvláčností, která v baletu zanikla, v opeře se však projevila tím více. V Sedláku Jakubovi Novák nutně redukoval pět dějství činohry a dvě jednání opery, přičemž se soustředil na hlavní myšlenku a vynechal všechny epizodní linie. Takto ochuzený děj se však stal nudným, kazatelským a zcela nedramatickým, postavy byly zbaveny jakékoli živější charakteristiky a text obsahuje zdlouhavé filosofické úvahy, které Nedbal zhudebnil svědomitě, ale s patrnými potížemi. Nedbalův synovec dirigent Karel Nedbal ve svých pamětech píše: „Z líbezné hry Lope de Vegovy zbyly jen nudné monology a neobratně skloubené i málo humorné scény, předem odsuzující dílo k neúspěchu i při nejlepší hudbě. Tou však bohužel hudba strýcova není...“. Lidové noviny po premiéře napsaly: „Chtěná lidovost přesytila reka hry tuctovou ctností a šosáckou moudrostí, místo citu nalézáme udýchanou sentimentalitu.“
Nedbalova kompozice je navíc hudebně dosti nevyrovnaná. Obsahuje místa hudebně náročná ve stylu soudobé postromantické opery, se spletitou polyfonií, dlouhé deklamační pasáže, které mu prozaické libreto víceméně vnutilo. Na druhé straně četná místa jsou harmonicky velmi jednoduchá až monotónní a velmi často se vyskytují taneční rytmy (polka, valčík, gavota, čardáš, polonéza) a forma jako lidová píseň nebo kuplet, které byly v tehdejším kontextu vytýkány jako „znečišťování“ opery operetou. Mezi klady Sedláka Jakuba patří vedle řady zdařilých melodií také lehká zpěvnost: Nedbal, zvyklý na méně školené a objemné operetní hlasy, dokázal takovými prostředky jako vyšším posazením hlasů nebo důsledného protipohybu zpěvní a orchestrální linie zajistit maximální slyšitelnost zpěvu i proti hutnému orchestru. Rovněž jeho česká deklamace je velmi správná a přirozená. Typický názor kritiky vyjádřila později ve své recenzi Slovenská politika: „Kdyby se Nedbal od počátku podrobil přísné umělecké disciplíně, byl by se jistě vyvinul v pozoruhodného skladatele hudebních veseloher. Ale když se dal do komposice Sedláka Jakuba, jeho invence byla již narušena infekcí lehkého směru. Nedbal si mohl rozvážit, zda není lepší být klasikem v operetě, než takto přijít s operou. Sedlák Jakub jeho uměleckému renomé neposlouží.“
Propadnutí Sedláka Jakuba, které završovalo několik pro Nedbala zvláště obtížných let, skladatele značně zkrušilo. K opeře – a vůbec ke tvorbě pro české jeviště – se už nevrátil. Přesto věřil ve svou operu a pokusil se ji znovu uvést později v Bratislavě, kde byl ředitelem Slovenského národního divadla. Děj opery byl pro tuto příležitost přeložen na Slovensko. Historie se však opakovala: po slavnostní premiéře 15. prosince 1928 následovaly špatné kritiky a nezájem obecenstva (pouhé dvě reprízy).
Nedbal se poté rozhodl k podstatnému přepracování opery. Mimo jiné ji rozdělil do tří aktů, pantomimický prolog nahradil zpívanou předehrou, přikomponoval komický dvojzpěv podnapilých Filipa a Fráni a přepracoval finále 3. dějství. Úpravu dokončil asi měsíc před svou smrtí (24. prosince 1930). Tato zdařilejší verze však již nikdy nebyla inscenována.

## Osoby a první obsazení
| osoba                                                            | hlasový obor | premiéra (13. října 1922)     |
| ---------------------------------------------------------------- | ------------ | ----------------------------- |
| Král                                                             | baryton      | Karel Zavřel                  |
| Hrabě Kvidon, jeho maršálek                                      | tenor        | Valentin Šindler              |
| Sedlák Jakub                                                     | bas          | Rudolf Kaulfus                |
| Milena, jeho dcera                                               | soprán       | Anna Krancová                 |
| Anežka, jeho schovanka                                           | alt          | Ludmila Kudláčková(-Kvapilová |
| Filip, chasník ze dvora                                          | bas          | Jaroslav Čihák                |
| Fráňa, chasník ze dvora                                          | tenor        | Bedřich Zavadil               |
| Družina králova, lovci, dvě služky, chasa, venkované a hudebníci |              |                               |
| Dirigent:                                                        | Dirigent:    | František Neumann             |
| Režie:                                                           | Režie:       | Ota Zítek                     |
| Výprava:                                                         | Výprava:     | Čeněk Jandl                   |

## Děj opery
Odehrává se kdysi kdesi.

### 1. dějství
V sadě na statku sedláka Jakuba češe jeho čeládka ovoce a přitom pěje chvalozpěv na svého pána: nejen že je k nim vždy vlídný a uznalý, ale navíc dnes na večer, až bude práce hotova, pozval muzikanty, aby se pobavila chasa i obě slečny žijící na statku, Jakubova dcera Milena a schovanka Anežka. Ty si vyprávějí novinu, že se u nich ve vesnici zastavil cestou na hon sám pan král se svým průvodem. Všichni běží na náves, aby si podívanou nenechali ujít, jen Jakub zůstává doma. Nemá nic proti králi, ale raději je na svém hospodářství, kde je králem sám sobě.
Obě dívky navíc na náves táhne naděje a současně obava, že by se tam mohly setkat s kavalírem, kterého nedávno potkaly ve městě a který se Mileně dvořil. Než se odhodlají odejít, přichází zmíněný kavalír sám k nim. Je to královský maršálek Kvidon a přivádí svého pána, aby se podívali na sedláka, který – jak se král dozvěděl – jediný z celé vesnice nespěchal svého vládce uvítat. Jakub se však mezitím vzdálil. Král odchází s pohrůžkou, že opovážlivce ještě dnes potrestá, zatímco Kvidon a Milena využívají Jakubovy nepřítomnosti k tomu, aby si na večer smluvili schůzku.
Jakub se po návratu dozví o návštěvě a je před královým hněvem varován, ale nenechá si kazit náladu, neboť již přicházejí hudebníci a začíná tanec. Anežka tančí s chasníkem Filipem, ale Milena se raději uchýlí dovnitř a očekává hodinu smluveného dostaveníčka.

### 2. dějství
Milena, Anežka a služebné chvatně připravují večeři pod podloubím. Král přichází, aby pyšného sedláka pokořil; nikdo ho nepoznává, protože si přilepil falešný vous. Když se hospodář objeví, žádá jej pocestný o nocleh. Jakub jej zve ke stolu a při večeři si pochvaluje svobodný život na statku a práci s půdou, při níž se cítí dokonale šťasten, sám sobě králem. Na hostův dotaz však Jakub tvrdí, že je přesto královým věrným poddaným a že stojí svým tělem i majetkem králi ke službám.
Sedlák odchází a nechává dívky, aby se o hosta postaraly. Král laškuje se sličnou Milenou, která však nedá ani na jeho lichotky, ani na hádání z ruky, které jí předvídá, že se brzy dostane ke královskému dvoru. Když se vysmekne jeho polibku, král se vzdává a chtěl by jít na lože. Žádá dívky, aby jej svlékly, ale ty jej se smíchem opustí a rozmrzelému králi, který není zvyklý svlékat si šatstvo sám, činí příprava ke spánku velké potíže. Jeho náladu navíc zhorší, když slyší serenádu svého maršálka a následně vyslechne i Kvirinovo a Milenino vyznání lásky.
Sotva se šťastná Milana vzdálí, zastavuje král Kvirina a dává mu za úkol vzbudit Jakuba a jménem Jeho Veličenstva po něm chtít, aby poslal sto tisíc dukátů do královské poklady a svou dceru ke dvoru královně za komornou. Kvirin má sice králi za zlé jeho dvoření Mileně, rozkazu však uposlechne. Překvapený Jakub bez reptání vydává peníze, zprvu se však zdráhá nyní v noci poslat pryč svou dceru. Když si ale vzpomene, c dnes u večeře sliboval, podvolí se.
Král se vrací v plném majestátu i s průvodem. Zdraví „krále“ Jakuba jako svého příbuzného a žádá ho Kvirinovým jménem o ruku jeho dcery. Jakub svoluje, mají-li se oba rádi, čemuž Kvirin a Milena ochotně přisvědčí. Král nakonec nabízí Jakubovi, aby se stal vrchním správcem královských panství, ale ten odmítá – je nejspokojenější na svém místě, na rodné půdě, kde je svým pánem.